# Platyceps variabilis
Platyceps variabilis är en ormart som beskrevs av Boulenger 1905. Platyceps variabilis ingår i släktet Platyceps och familjen snokar. Inga underarter finns listade i Catalogue of Life.
Arten förekommer i Saudiarabien och västra Jemen. Honor lägger ägg.